# Julio Vallado
Julio Vallado nacido en Cuernavaca, Morelos el 30 de julio de 1987, es un actor de televisión, modelo y empresario mexicano, el cual ha destacado en proyectos como Por amar sin ley, La rosa de Guadalupe, Como dice el dicho, Simplemente María y La Desalmada y más recientemente la nueva versión de El maleficio, todos de la empresa mexicana Televisa.

## Filmografía

### Televisión
| Año       | Título                 | Papel            | Ref.                |
| --------- | ---------------------- | ---------------- | ------------------- |
| 2023-24   | El maleficio           | Raúl de Martino  | [ 4 ] [ 5 ] [ 6 ]   |
| 2021      | La desalmada           | David Astudillo  | [ 7 ] [ 8 ]         |
| 2019      | Por amar sin ley       | Manuel Durán     | [ 9 ] [ 10 ] [ 11 ] |
| 2019      | Esta historia me suena | Varios episodios |                     |
| 2016-2017 | Como dice el dicho     | Varios episodios |                     |
| 2014-2017 | La rosa de Guadalupe   | Varios episodios |                     |
| 2016      | Simplemente María      | Iván             | [ 12 ]              |